# Zosimo Marinelli
Zosimo Marinelli (Montombraro, 23 aprile 1894 – Borgo Panigale, 27 gennaio 1944) è stato un ingegnere e antifascista italiano, decorato con la Medaglia d'oro al merito civile alla memoria.

## Biografia
Nacque in una famiglia molto religiosa di Montombraro, una frazione di Zocca, ultimo di sette figli. Dovette interrompere gli studi universitari perché chiamato alle armi a causa dello scoppio della prima guerra mondiale. Come ufficiale di complemento operò nel Comando supremo militare italiano.
Laureatosi nel 1920 a pieni voti in ingegneria mineraria e civile all'Università di Bologna, assunse la direzione di una miniera di zolfo in Sicilia, ma l'incarico gli fu revocato per essersi rifiutato di iscriversi al Partito fascista.
Impegnato nell'Azione Cattolica ebbe dichiarati sentimenti antifascisti. Fedele ai principi del Vangelo non perse occasione per denunciare gli abusi e le violenze del regime fascista, condannando pubblicamente la guerra d'Etiopia e l'approvazione delle leggi razziali: per questa ragione venne preso di mira dai fascisti di Zocca e di Modena e anche proposto per il confino.
Criticò apertamente l'entrata in guerra dell'Italia il 10 ottobre 1941 a fianco dell'Asse e manifestò pubblicamente la sua soddisfazione per la caduta del fascismo il 25 luglio 1943. Dopo l'armistizio del settembre 1943 si collegò alla resistenza bolognese e ai partigiani del Partito d'Azione che operavano nell'area di Zocca. Dopo la costituzione della Repubblica Sociale Italiana si impegnò fra i giovani per convincerli a non rispondere alla chiamata alle armi del Maresciallo Graziani.
Il 27 novembre i fascisti fecero una retata a Montombraro, dove abitava Zosimo, ma nell'azione rimase ucciso un sottotenente della Guardia Nazionale Repubblicana. Il giorno successivo i fascisti di Modena fecero una spedizione punitiva nel paese arrestando la famiglia Marinelli e altri quindici abitanti. Zosimo riuscì a scappare e si nascose per un mese prima di tornare e consegnarsi ai carabinieri di Zocca il 27 dicembre 1943, sperando di ottenere la liberazione della moglie e dei figli. Dopo l'arresto fu rinchiuso in carcere a Sant’Eufemia di Modena.
Il 27 gennaio 1944 venne ucciso, in un agguato tesogli da un gruppo di gappisti, il segretario federale del Partito Fascista Repubblicano di Bologna Eugenio Facchini. Per rappresaglia i fascisti selezionarono dieci prigionieri politici per fucilarli. Dopo un processo sommario Zosimo Marinelli fu fucilato, il 27 gennaio, al poligono di tiro di Bologna a Borgo Panigale. Insieme a lui morirono Alessandro Bianconcini, Alfredo Bartolini, Romeo Bartolini, Silvio Bonfigli, Cesare Budini, Ezio Cesarini e Francesco D'Agostino.
Zosimo Marinelli fu il primo caduto della valle del Panaro e di Montombraro.
Nell'ultima lettera indirizzata alla moglie il giorno della fucilazione scrisse:

«Carissima moglie,

Il Tribunale ha pronunciato

la mia sentenza di morte, ma sono

tranquillo. [ ]

Fa che i miei figli siano onesti come

fu quegli che ora se ne va a Dio.

Ho perdonato e perdono tutti quelli

che volontariamente o involontariamen-

te hanno procurato a me questo estre-

mo passo. Nessuno cerchi né pensi

a vendetta, ma si pensi e si chieda a Dio

la rassegnazione e la pace.[ ]»
L'11 dicembre 2009 gli è stata conferita la Medaglia d'oro al merito civile alla memoria dal Presidente della Repubblica Giorgio Napolitano, consegnata al sindaco di Zocca.